# Eliécer Bravo
Diocles Eliécer Bravo Andrade (Chone, 1938 - Ibídem, 19 de mayo de 2014) fue un político ecuatoriano, recordado por las violentas protestas realizadas en su contra durante el Gran paro de Chone.

## Biografía
Nació en 1938 en la parroquia Canuto del cantón Chone, provincia de Manabí. Obtuvo el título de licenciado en ciencias de la educación en la Universidad Nacional de Loja.
Inició su vida política en 1990 como concejal de Chone. En 1992 fue elegido diputado alterno de Manabí.
En 1997 fue elegido asambleísta constituyente en representación de la provincia de Manabí por el Partido Social Cristiano.
Para las elecciones seccionales de 2000 fue elegido alcalde de Chone por el Partido Social Cristiano, obteniendo el cargo luego de cuatro intentos. Su alcaldía se destacó principalmente en el área de educación, construyendo más de 40 escuelas y mejorando centros educativos en zonas rurales, aunque recibió constantes críticas por la falta de dotación de agua potable a varios sectores del cantón. También fue objeto de varias denuncias en que fue acusado de corrupción y peculado en la contratación de servicios municipales.
En las elecciones seccionales de 2004 fue reelecto al cargo de alcalde.

### Gran paro de Chone
Poco después de que iniciara su segundo periodo fue objeto de críticas por supuestos actos de corrupción que desembocaron en multitudinarias protestas en que se exigía su renuncia. Para junio de 2005 las protestas habían dejado 5 heridos y habían incluido la toma y destrucción del palacio municipal. También se cerraron las vías de acceso a la ciudad.
A principios de julio Bravo pidió licencia de vacaciones por 30 días y aseveró que no renunciaría a su cargo. El 12 de julio el concejo cantonal votó a favor de la destitución de Bravo y nombró alcalde encargado al concejal Ramón Polibio. Sin embargo, una vez cumplido el mes de licencia que Bravo había solicitado los miembros del concejo cantonal votaron a favor de reintegrarlo al cargo y declararon que habían aprobado la destitución de Bravo bajo amenazas de los organizados de las protestas. El hecho produjo la quema de varios edificios y el saqueo de comercios por parte de manifestantes.
En agosto del mismo año el presidente Alfredo Palacio declaró estado de emergencia en la provincia de Manabí para intentar calmar las protestas. También se aprobó el despliegue de 300 militares a Chone.
Las escuelas y colegios de la localidad suspendieron sus actividades en noviembre debido a los enfrentamientos.
Para diciembre las protestas habían dejado decenas de heridos y cuatro muertos, entre los que se contaba un hombre cuyo cadáver fue hallado con señales de tortura y del que se colgaron fotografías en el centro de la ciudad. También tuvo lugar un fallido intento de asesinato contra Bravo.
En mayo de 2006 la Contraloría General del Estado presentó un dictamen en que se señalaba responsabilidad de Bravo en los casos de corrupción denunciados en su contra y se lo destituía de su cargo. Bravo respondió anunciando que presentaría pruebas de descargo y volvió a asegurar que no renunciaría.
El 4 de septiembre del mismo año un grupo de siete concejales votó a favor de destituir de su cargo a Bravo alegando que cumplían la orden expedida por la Contraloría. Bravo se negó a dejar el cargo y continuó reuniéndose en el despacho municipal con los concejales que lo apoyaban. El 19 de septiembre anunció la destitución de seis de los siete concejales que votaron por su remoción aduciendo que no habían asistido a las reuniones del concejo que él había convocado.
En julio de 2007 anunció su renuncia irrevocable del cargo, poniéndole fin a más de dos años de protestas.

### Vida posterior
En mayo de 2008 la Corte Superior de Justicia de Portoviejo declaró a Bravo culpable del delito de peculado en la compra de uniformes para el personal municipal y lo sentenció a seis meses de prisión. La mayor parte de la condena la cumplió bajo arresto domiciliario, pero luego de que el municipio de Chone pidiera una ampliación de la condena fue llevado al centro de rehabilitación El Rodeo, donde cumplió los últimos 26 días de su sentencia.
Falleció en Chone el 19 de mayo de 2014 por complicaciones producidas por cáncer hepático. Entre las personalidades políticas que asistieron a su velorio estuvieron el banquero Guillermo Lasso, el prefecto Mariano Zambrano y los ex legisladores Leonardo Viteri y Clemente Vásquez.